# تیبرتون، گلاسترشر
تیبرتون (به انگلیسی: Tibberton) یک روستا و محله مدنی در بریتانیا است که در Forest of Dean واقع شده‌است. تیبرتون ۵۶۵ نفر جمعیت دارد.